# Chiriquíbladspeurder
De chiriquíbladspeurder (Automolus exsertus) is een zangvogel uit de familie Furnariidae (ovenvogels). De vogel werd in 1901 door de Amerikaanse zoöloog Outram Bangs beschreven als aparte soort, maar later vaak nog beschouwd als ondersoort A. ochrolaemus exsertus.

## Verspreiding en leefgebied
De vogel komt voor in zuidwestelijk Costa Rica tot westelijk Panama.

## Status
De grootte van de populatie is in 2022 geschat op 20.000-50.000 volwassen vogels. Op de Rode lijst van de IUCN heeft deze soort de status niet bedreigd.